# Minski Fabris
Minski Fabris (Split, 2. kolovoza 1941.), hrvatski jedriličar. Natjecao se za Jugoslaviju.
Natjecao se na Olimpijskim igrama 1972., 1976. i 1980. u klasi finn. Osvajao je 21., 13. i 11. mjesto.
Na europskom prvenstvu 1977. u Istanbulu je osvojio srebrnu medalju u klasi finn. U istoj je disciplini osvojio zlatnu medalju godinu dana kasnije na EP u Marstrandu.
U klasi finn je na Mediteranski igrama 1971. osvojio zlatnu medalju. Na MI 1979. u istoj je disciplini osvojio broncu.
Bio je član Labuda iz Splita.